# Janusz Witkowski
Janusz Witkowski (ur. 7 grudnia 1945 w Powsinie, zm. 10 maja 2025) – profesor nauk ekonomicznych, specjalista z zakresu demografii, polityki społecznej, w latach 1996–2011 wiceprezes Głównego Urzędu Statystycznego, następnie do 2016 prezes tej instytucji.

## Życiorys
W 1968 ukończył studia w Szkoły Głównej Planowania i Statystyki (późniejszej Szkole Głównej Handlowej. W tym samym roku rozpoczął pracę na macierzystej uczelni. W 1973 obronił pracę doktorską, w 1983 uzyskał stopień doktora habilitowanego. W latach 1972–1984 był zatrudniony w Katedrze Polityki Społecznej i Ekonomiki Pracy na Wydziale Ekonomiczno-Społecznym, w latach 1984–1991 w Zakładzie Demografii Społeczno-Ekonomicznej, w latach 1991–1992 w Katedrze Demografii Społeczno-Ekonomicznej, w latach 1992–2015 w Instytucie Statystyki i Demografii. W latach 1984–1987 był prodziekanem Wydziału Ekonomiczno-Społecznego. W 1991 uzyskał tytuł profesora.
Od 1990 był równocześnie zatrudniony w Głównym Urzędzie Statystycznym, najpierw jako radca, następnie od 1991 dyrektor Departamentu Pracy i Dochodów Ludności, w latach 1996–2011 był wiceprezesem, a w latach 2011–2016 prezesem GUS.
W latach 2001–2022 pracował także w Wyższej Szkoły Ekonomii, Prawa i Nauk Medycznych im. prof. Edwarda Lipińskiego w Kielcach.

## Członkostwo w gremiach naukowych
- członek Rządowej Rady Ludnościowej[9]
- członek Prezydium dwóch Komitetów Polskiej Akademii Nauk: Nauk o Pracy i Polityce Społecznej na Wydziale I Nauk Społecznych oraz Wydziale I Nauk Humanistycznych
- członek Komitetu Prognoz „Polska 2000 Plus”[10]
- przewodniczący Rady Naukowej Instytutu Pracy i Spraw Socjalnych
- członek Rady Naukowej Instytutu Studiów Społecznych Uniwersytetu Warszawskiego[11]
- wiceprezes Polskiego Towarzystwa Demograficznego (KRS: 0000043243)

## Odznaczenia
- Medal im. W. Szuberta (2009)[12]
- Brązowy Krzyż Zasługi (1977)[7]
- Złoty Krzyż Zasługi (1977)[7]
- Krzyż Kawalerski Orderu Odrodzenia Polski (1994)[13]
- Krzyż Oficerski Orderu Odrodzenia Polski (2025, pośmiertnie)[14]